# Universidad Suor Orsola Benincasa de Nápoles
La Universidad de Nápoles Suor Orsola Benincasa (en italiano: Università degli Studi Suor Orsola Benincasa", UNISOB) es una universidad privada italiana ubicada en Nápoles, fundada en 1885.

## Historia

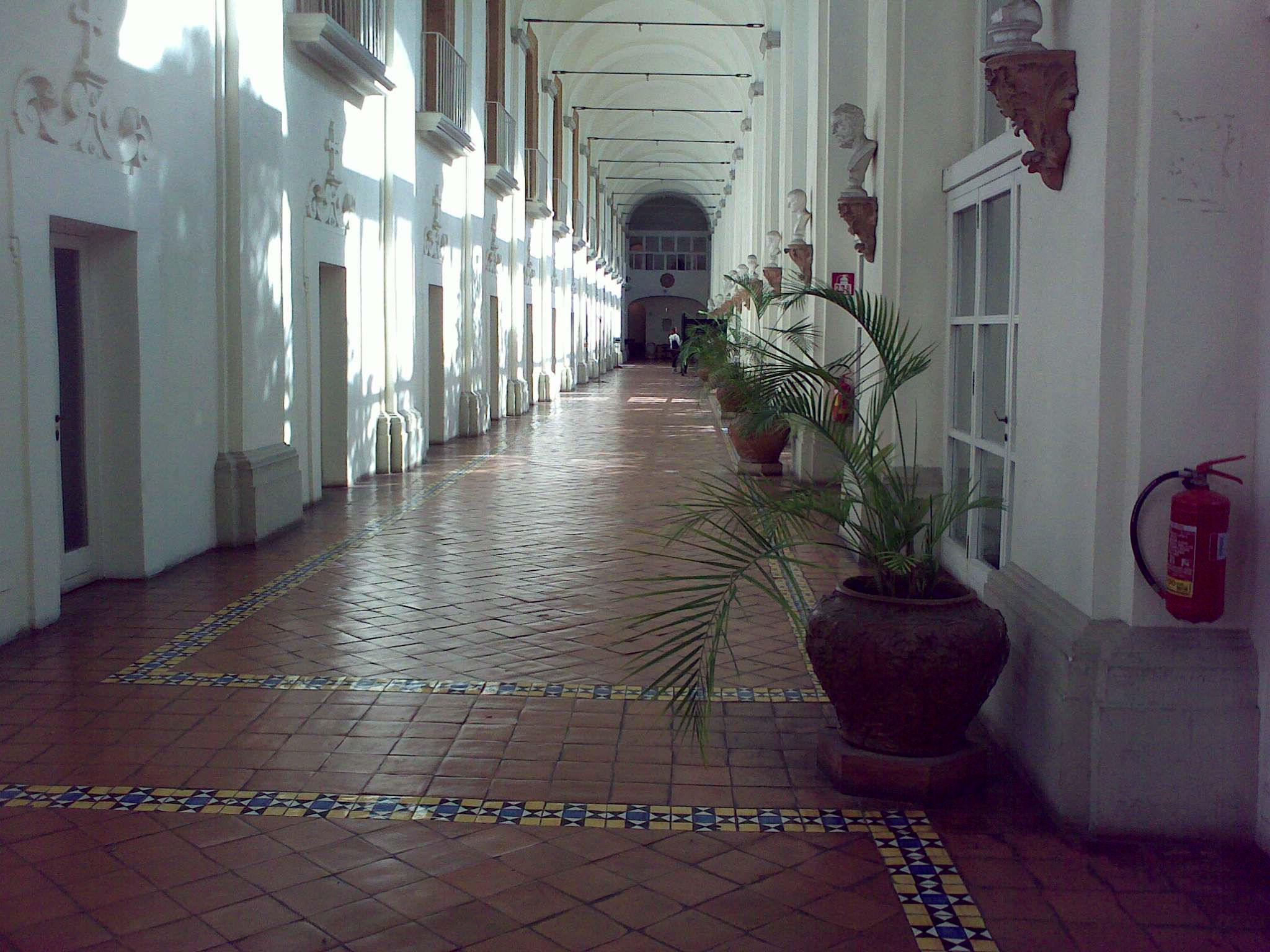
Claustro.

El Ateneo está situado en el complejo monástico de Suor Orsola Benincasa, que alberga dos monasterios fundados entre los siglos XVI y XVII por la religiosa y mística Úrsula Benincasa, dos iglesias, claustros y jardines colgantes.
En 1864, fue inaugurada una escuela gratuita. En 1885, fue fundada la Facultad de Magisterio. Con un Decreto de reforma de 1995, la Facultad fue transformada en Instituto Universitario, activando la Facultad de Ciencias de la Educación. Sucesivamente, se estrenaron la Facultad de Letras y la de Derecho. En 2004, el Instituto Universitario se convirtió en Universidad de Estudios.

### Nombres
- 1864-1885: Scuola "Suor Orsola Benincasa"
- 1885-1995: Facoltà di Magistero "Suor Orsola Benincasa"
- 1995-2004: Istituto Universitario "Suor Orsola Benincasa"
- desde 2004: Università degli Studi "Suor Orsola Benincasa"

## Organización
La universidad está dividida a 3 departamentos:
- Ciencias de la Educación, Psicológicas y de la Comunicación[4]
- Ciencias Jurídicas[5]
- Ciencias Humanas[6]

## Rectores
- Antonio Villani (1976-1993)
- Francesco Maria De Sanctis (1993-2011)
- Lucio d'Alessandro (desde 2011)[1]

## Museo Pagliara

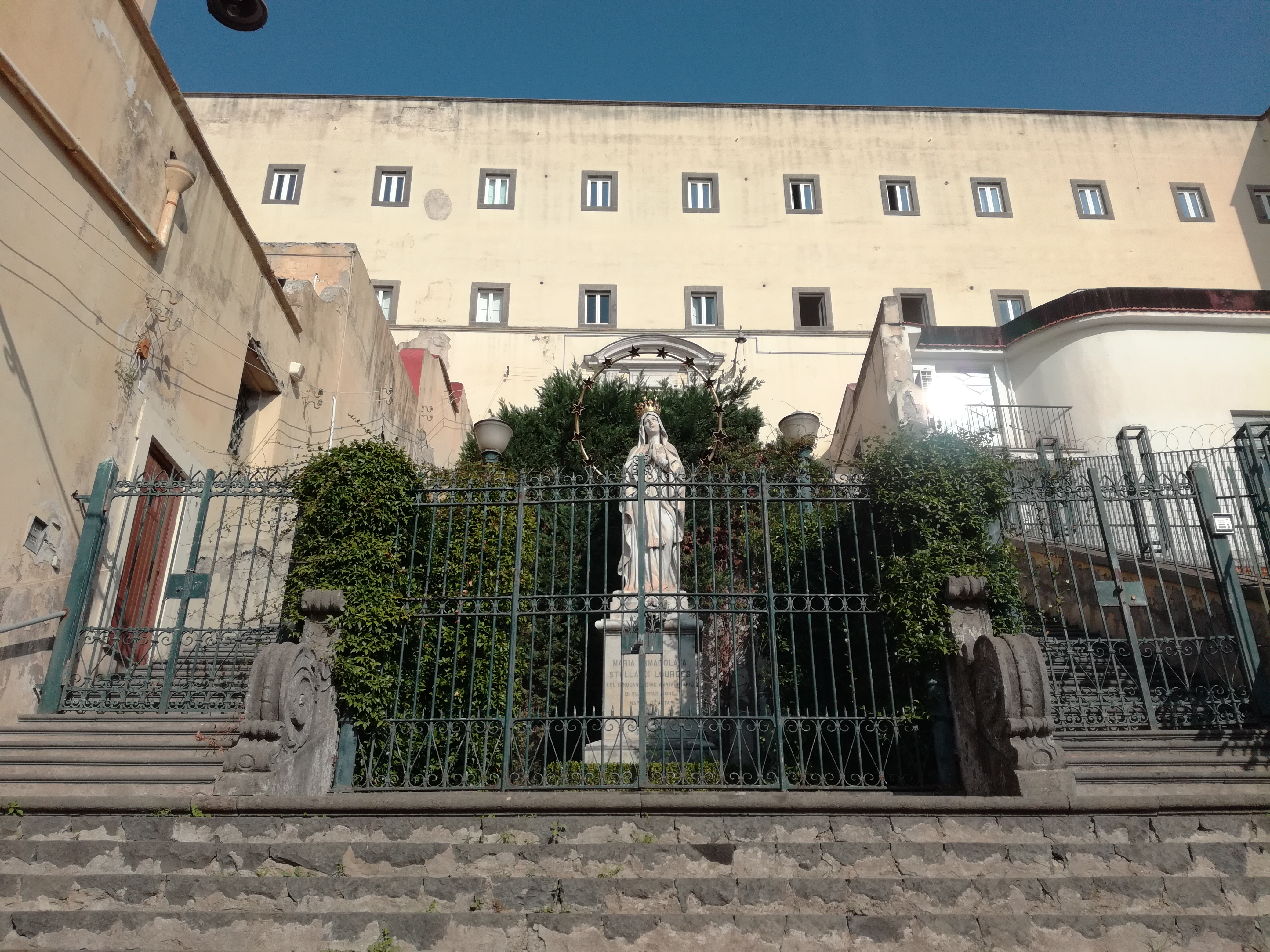
Una de las entradas al complejo monástico de Suor Orsola Benincasa, sede de la Universidad.

El Ateneo también administra la colección de arte de la Fundación Pagliara, establecida en 1947 y dedicada al intelectual y coleccionista Rocco Pagliara. Desde la inauguración del museo en 1952, su colección ha apoyado las actividades educativas y de investigación de la Universidad. Las obras se organizan cronológicamente y se presentan en las celdas de las monjas que dan al claustro principal, y cada una representa la visión estética de un determinado período histórico desde el siglo XVI al XIX. La colección está abierta con cita previa para aquellos no afiliados a la Universidad.